# بيتر لندن
بيتر لندن (بالسويدية: Peter London)‏ هو موسيقي سويدي، ولد في 28 سبتمبر 1982 في السويد.